# 유복형
유복형(劉復亨, ? ~ 1283년)은 자(字)는 성지(誠之)로 원대(元代) 한인(漢人) 출신으로 활약하였던 무장이다.
산동(山東) 동평현(東平縣) 제하(齊河) 출신으로 아버지 유통(劉通)은 원의 행군천호(行軍千戸)였으며 한인 출신의 4대 세후(世侯, 군벌) 가운데 하나로써 동평의 엄실(嚴實) 휘하에서 출사하여 덕주군민총관(德州軍民總管)에 임명되었다.
유복형은 일찍이 몽케 칸(원 헌종)을 따라 남송(南宋) 원정에 엄씨의 동평군(東平軍)을 거느리고 참여하여 공적을 세웠다. 몽케 칸 사후에 쿠빌라이가 아리크부카의 대립에서 한인 군벌의 병력을 자기 휘하의 친위군인 무위군(武衛軍, 훗날의 시위친군侍衛親軍)으로 조직하였을 때, 유복형을 포함한 4대 세후 휘하의 유력 무장들은 이들 군의 부대장, 장교로써 등용되었다. 중통(中統) 원년(1260년) 아리크부카를 내쫓은 뒤에 카라코룸을 경비하였고 무위군부도지휘사(武衛軍副都指揮使, 부사령관)이 되었다. 중통 3년(1262년)에 한인 출신 군벌 이단(李璮)이 일으킨 봉기를 평정하였다. 이때 병량이 부족한 것을 개인 재산을 털어서 보탰고 쿠빌라이 칸은 그에게 포상금을 주려 했으나 고사하였다.
지원(至元) 2년(1265년)에 좌익시위친군부도지휘사(左翼侍衛親軍副都指揮使)가 되었고, 9년(1272년) 소용대장군(昭勇大将軍)、봉주등처경략사(鳳州等處経略使)로 임명되고 지원 10년(1273년) 일본을 공격하기 위한 정동군(征東軍)의 좌부도원수(左副都元帥)로 임명되어 4만 병력과 전선 9백 척을 지휘하였다. 정동군의 도원수(都元帥)는 훈둔이었고, 우부원수(右副元帥)는 고려인 출신인 홍차구(洪茶丘)가 맡았다. 이들은 지원 11년/고려 충렬왕(忠烈王) 즉위년(1274년) 8월 원에서 고려로 왔고, 이미 고려측에서 동원된 병력에 더해 고려의 경군(京軍) 458인을 추가로 동원할 것을 명하였고 고려측 도원수 김방경과 함께 합포(合浦)에서 원정에 소요될 전함을 사열하였다.
제1차 일본 원정(일본명:분에이의 역文永の役)에 투입된 고려-원 연합군은 10월에 쓰시마 · 이키를 거쳐 규슈 하카타(博多)에 상륙한 여몽연합군은 모모치바라(百道原) ・ 메이노하마(姪濱) 방면에서 전투를 치렀는데, 유복형은 일본측 고케닌 쇼니 가게스케(少貳景資)가 쏜 활에 맞아 부상을 입었고, 이미 군대가 먼 길을 와서 지친 데다 물자 보급도 제대로 되지 않고 있다며 회군하여야 한다고 주장하던 도원수 훈둔은 유복형의 부상을 계기로 이대로 더욱 진격해 들어가야 한다는 김방경의 주장을 기각하고 퇴군해 버렸다. 그 직후 밤중에 하카타 연안에 태풍이 불어 고려-원 연합군의 전함들이 궤멸적인 피해를 입었고 13,500명의 군사를 잃었으며, 연합군은 일본에서 철수하였다. 일본측 자료인 《하치만 구도훈》(八幡愚童訓)에는 포로의 증언을 통해 화살에 맞은 원군측 지휘관으로써 대장군 유장공(大将軍流将公)이라는 이름으로 등장하는 인물이 유복형을 가리키는 것으로 추정되고 있다.
11월 27일에 합포로 돌아온 원군 지휘부는 이듬해 고려를 떠나 원으로 귀국하였다. 퇴각한 뒤에 유복형은 패전의 책임을 지고 해직되었으나, 이후 제2차 일본 원정(일본명: 고안의 역弘安之役)에도 참전하였다.
지원 15년(1278년) 태평로총관(太平路總管)、진국상장군(鎮國上將軍)、회서도선위사도원수(淮西道宣慰使都元帥)로 임명되었고, 제2차 일본 원정에 참가한 뒤인 지원 20년(1283년) 봉국상장군(奉國上將軍)이 되었으며 그 해 3월에 사망하였다.
아들로 유호(劉浩)、유택(劉澤)、유풍(劉澧)、유연(劉淵)、유준(劉淮)이 있었다고 한다.

## 참고 문헌
- 《원사》(元史)권제152 열전제39 유통전(劉通伝)
- 《신원사》(新元史) 권제143 열전제40 유통전(劉通傳)
- 《고려사》